# Frederick Valentine Melsheimer
Le révérend Frederick Valentine Melsheimer est un homme d’Église et un entomologiste américain d’origine allemande, surnommé le « père de l’entomologie américaine » par Thomas Say (1787-1834), né le 25 septembre 1749 à Negenborn dans le duché de Brunswick et mort le 30 juin 1814 à Hanover, en Pennsylvanie.
Il étudie à l’université d’Helmstadt de 1772 à 1776 avant de devenir aumônier auprès d’un régiment de dragons de Charles Ier de Brunswick-Wolfenbüttel. C’est avec ce régiment qu’il arrive au Canada en février 1776 pour se battre aux côtés des troupes britanniques. Il est fait prisonnier par l’armée américaine le 16 août 1777 et reste en prison durant quatorze mois. Libéré sur parole durant quelques mois, il est de nouveau incarcéré en Pennsylvanie. Là, il démissionne de sa charge d’aumônier et commence à prêcher dans le comté de Lancaster. Il épouse Maria Agnes Man le 3 juin 1779. Il exerce une forte influence sur la colonie allemande de Pennsylvanie et officie dans de nombreuses paroisses de la région.
Melsheimer réalise la première véritable collection d’insectes des États-Unis. Il publie A Catalogue of Insects of Pennsylvania en 1806 qui constitue le début de la littérature sur les insectes des États-Unis et va jouer un rôle important sur les premiers entomologistes du pays. L’ouvrage de Melsheimer va être le seul disponible jusqu’à la parution du livre de Say, American Entomology, près de trente ans plus tard, en 1837.
Le livre de Melsheimer est la première publication uniquement consacrée à la faune américaine même si d’autres spécialistes avaient, bien sûr, étudié des spécimens américains comme Charles de Géer, Réaumur ou Linné. Melsheimer décrit 1 363 espèces dont 400 encore valides.
Melsheimer s’intéresse également à la minéralogie et à l’astronomie. Deux de ses onze enfants se consacreront également à l’histoire naturelle : Frederick Ernst Melsheimer (en) (1782/4-1873) et John Frederick Melsheimer (1786-?).

## Source
- Arnold Mallis (1971). American Entomologists. Rutgers University Press (New Brunswick) : xvii + 549 p.
- Notices d'autorité :   - VIAF
  - ISNI
  - LCCN
  - GND
  - WorldCat